# Euxoa karschi
Euxoa karschi là một loài bướm đêm trong họ Noctuidae.